# ویلیام پرایس
ویلیام پرایس (انگلیسی: William Price؛ زادهٔ ۱۹۵۹) کارآفرین، سرمایه‌دار و مدیر ارشد اجرایی آمریکایی است، که در سال ۱۹۹۲ با مشارکت دیوید باندرمن و جیمز کولتر، شرکت تی‌پی‌جی کپیتال را تأسیس نمود.